# تشان هاو تشينغ
تشان هاو تشينغ (بالإنجليزية: Chan Hao-ching) مواليد 19 سبتمبر 1993 في تايوان، هي لاعبة كرة مضرب تايوانية تلعب باليد اليمنى بدأت مسيرتها كمحترفة عام 2008 وتحتل حالياً المرتبة رقم. 1,202 (25 أغسطس 2014) في تصنيف رابطة محترفات كرة المضرب.

## روابط خارجية
- تشان هاو تشينغ على موقع رابطة محترفات التنس (الإنجليزية)
- تشان هاو تشينغ على موقع الاتحاد الدولي لكرة المضرب (الإنجليزية)
- تشان هاو تشينغ على موقع كأس بيلي جين كينغ (الإنجليزية)
- تشان هاو تشينغ على موقع بطولة ويمبلدون (الإنجليزية)
- تشان هاو تشينغ على موقع خلاصة التنس.كوم (الإنجليزية)
- تشان هاو تشينغ على موقع إي إس بي إن.كوم (الإنجليزية)
- تشان هاو تشينغ على موقع اللجنة الأولمبية الدولية (الإنجليزية)
- تشان هاو تشينغ على موقع أوليمبيديا (الإنجليزية)